# ادنبرگن
ادنبرگن (به آلمانی: Edenbergen) یک منطقهٔ مسکونی در آلمان است که در گرشتهوفن واقع شده‌است. ادنبرگن ۳۱۲ نفر جمعیت دارد.